# Juan José Morales
Juan José Morales (Bella Vista, 23 marzo 1982) è un ex calciatore argentino, di ruolo attaccante.

## Caratteristiche tecniche
È un centravanti.